# انعدام الأسنان

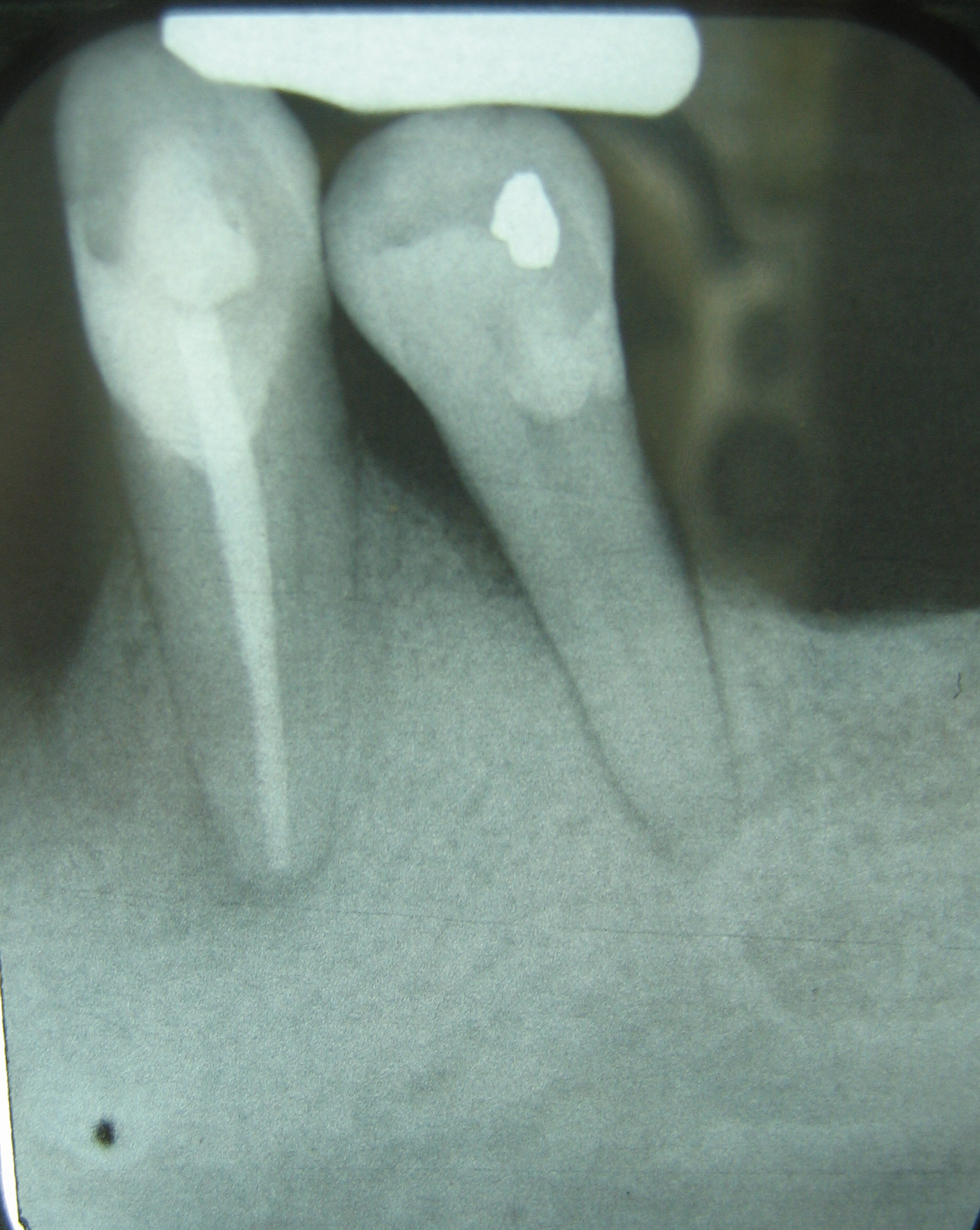
هذه الصورة الإشعاعية السنية تظهر سنين منتصبين وحدهما#21 و #22 ،كبقايا من 16 سن المكملين لهما في الفك السفلي، وهذه الحالة من انعدام الأسنان الجزئي تظهر نتيجة لمرض في الأربطة المحيطة بالأسنان، كما من المتوقع خسارة العظم حول السنين الاثنين المتبقيين.

انعدام الأسنان أو الدَّرَدُ هي حالة من فقدان الأسنان بدرجة معينة، ففي بعض الكائنات الذي يعتبر من الطبيعي لديها وجود الأسنان (كالإنسان)، تعد خسارة بعضها هي حالة انعدام أسنان جزئي، أما خسارتها جميعا فهي حالة من انعدام الأسنان الكلي. في حين يعتبر الأشخاص الذين خسروا أسنانهم (كليا أم جزئيا) من عديمي الأسنان، بينما أولئك الذين لم يفقدوا أسنانهم يوصفوا بـ المسننين. وقد تحتوي دراسة علمية على مجموعة من عديمي الأسنان جزئيا ومجموعة أخرى صحية مكونة من أشخاص مسننين (كمجموعة مرجعية).
كما أن الكائنات التي لم تمتلك أية أسنان نهائيا يوصفون بأنهم درد والمفرد أدرد، مثل أعضاء رتبة الفصيلة الحيوانية السابقة الدرد، والتي احتوت على آكل النمل والكسالى الذين لم يمتلكوا جميعا أسنان أمامية وخلفية، أو أسنان خلفية قليلة التطور.
انعدام الأسنان هو أكثر من مجرد وجود أو فقدان للأسنان؛ هي حالة معقدة بيوكيميائيا عند الكائنات المسننة بشكل طبيعي؛ لأن الأسنان،والفكين، ومخاطية الفم هي ليست أجزاء ثابتة بل هي أجزاء ديناميكية (متحركة مع الوقت). وتعتبر العمليات مثل اعادة تشكيل العظم (هدم أو بناء العظم) في الفكين، والتهابات الأنسجة الرخوة كاستجابة لـمجهريات البقعة مهمة سريرية للأشخاص عديمي الأسنان. كارتشاف العظم في الفك؛ لأن المنطقة عديمة الأسنان تجعل الفك يتعرض للمزيد من ارتشاف العظم حتى بعد فقدان الأسنان؛ في حين أن ادخال زرعات الأسنان يحفز عملية تكون عظم جديد، مما يؤدي إلى غرس الزرعة بالعظم، وتقوم أيضا البكتيريا والخمائر في تجويف الفم، وجهاز مناعة الجسم المضيف لها بخلق تفاعل معقد للغاية ودائم التغير؛ مما يسبب أمراضا مثل التهاب اللثة، وتسوس الأسنان، والتهاب الفم وأمراض أخرى متعلقة بالأربطة المحيطة بالأسنان.

## العلامات والأعراض
تمتلك الأسنان وظائف مهمة للغاية عدا عن تلك الوظيفة البديهية التي يتعارفها الناس بينهم، حيث تؤدي الأسنان الوظائف التالية أيضا:
- دعم الشفاه والخدين، معطية مظهرا أكثر امتلاء وجمالية.
- الحفاظ على المسافة العمودية الفردية للإطباق.
- إلى جانب اللسان والشفاه، تسمح الأسنان باللفظ الصحيح للأصوات المختلفة.
- تحافظ على ارتفاع حرف السنخ.

## دعم الوجه والمظهر الجمالي
عندما يكون فم الشخص في راحة، فإن الأسنان في الفكين المتقابلين بالكاد يتلامسون؛ وهو ما يدعى بالحيز الحر الذي يقدر ب 2-3 مم. وهذه المسافة يُحَافَظُ عليها جزئيا كنتيجة لمنع الأسنان من تجاوز نقطة الاعتراض الكبرى. فعندما لا يكون هنالك أية أسنان في الفم، تُفْقَد المسافة العمودية للإطباق ويميل الفم للزيادة في الإطباق، وهذا يعطي للخدين منظر «غائر» وخطوط تجاعيد تتكون عند التقاطعات . ثم إن الأسنان الأمامية، أن وجدت، تقوم بالدعم الصحيح للأسنان وتعطي خصائص جمالية معينة، كالمحافظة على الزاوية الحادة بين الأنف والشفة، كما أن فقدان توتر العضلة ومرونة الجلد بسب الزيادة في العمر يزيد من انعدام الأسنان.
اللسان، والذي يتكون من مجموعة عضلية شديدة الحركة، يَمْلَأ الحيز المسموح له، وفي حالة غياب الأسنان، سيزيد عرضه مما بجعل عملية صنع أطقم كاملة، أو أطقم جزئية متحركة في البداية أكثر صعوبة للمرضى الذين يعانون من انعدام أسنان جزئي أو كلي، على التوالي، وعندما تُسْتَعْادُ المساحة من قبل الأسنان الصناعية، سيعود اللسان إلى حجمه الأصغر.

### المسافة العمودية للإطباق
هي وضعية أكبر إغلاق للفم في حالة وجود الأسنان تدعى بـ تشابك الحدبات، والعلاقة العمودية بين الفكين في هذه الحالة تدعى بـ المسافة العمودية للإطباق. وعند فقدان الأسنان يحدث نقصان في هذه المسافة، مما يسمح للفم بالزيادة في الإطباق وبالتالي تقليل الحركة العمودية للفك السفلي باتجاه الفك العلوي. وهذا قد يعطي مظهرا غائرا للخدين، لأن لدينا الآن «كمية زائدة» من الخدود أكثر مما نحتاجه لتعبئة المسافة بين الفك العلوي والفك السفلي في وضعية الإطباق الزائد.وإذا لم تُعَالج لعدة سنوات، فإن العضلات والأربطة في الفك السفلي، والمفصل الصدغي الفكي قد يصيبها تغير في الشدة والمرونة.

### النطق
تلعب الأسنان دوراً مهماً في الكلام؛ حيث أن بعض أصوات الحروف تتطلب الشفاه، أو اللسان للتلامس مع الأسنان لصنع النطق الصحيح للصوت، والنقص في الأسنان سيؤثر بشكلٍ بديهي على الطريقة التي ينطق بها شخص عديم الأسنان هذه الأصوات. كالأصوات الساكنة الاحتكاكية في لغة إنجليزية، مثل:
s، z، x، d، n، l، j، t، th، ch و sh
ويمكن الحصول عليهم من خلال تلامس اللسان مع الأسنان، والأصوات الاحتكاكية مثل:
f و v
كما ويمكن الحصول على هذه الأصوات من خلال التلامس بين الشفة والأسنان. وهي صعبة للغاية على الأشخاص عديمي الأسنان.

### المحافظة على ارتفاع الحرف السنخي

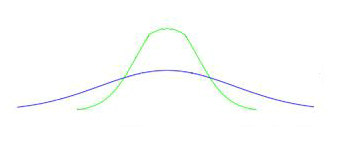
الخط الأخضر يظهر الأبعاد الوجهية- اللسانية لحافة شخص فقد أسنانه مؤخرا، بينما يظهر الخط الأزرق هذه الأبعاد بعد ظهور حالة شديدة من ارتشاف العظم.

الأحراف السنخية  : هي أعمدة من العظم التي تحيط وتثبت الأسنان على امتداد كامل لطول السن، والعرض الأفقي لقوسي الأسنان لـ الفك العلوي والفك السفلي.
إن العظم السنخي هو عظم فريد من نوعه حيث أنه يوجد فقط من أجل الأسنان التي يثبتها؛ وفي حالة فقدان الأسنان فإن العظم يرتشف ببطء، أما الفك العلوي فيتآكل باتجاه علوي خلفي، والفك السفلي يتآكل باتجاه سفلي أمامي، وبالنهاية يُحَوِّل مخطط الإطباق للفرد من التصنيف الأول إلى لتصنيف الثاني. إذ إن فقدان الأسنان يغير شكل العظم السنخي في 91% من الحالات.
بالإضافة إلى ارتشاف العظم في الأبعاد العمودية والعلوية الخلفية، فإن العظم السنخي يتآكل أيضا بالاتجاه الوجهي اللساني مما يقلل من عرض العظم السنخي بحيث يكون حافة طويلة وعريضة، يشبه شكلها انحناء الجرس «بالاتجاه الوجهي السني»، ثم تصبح بالنهاية قصيرة وضيقة، لها منظر متعرج مما لا يوحى حتى بالحرف وارتشاف العظم يزيد مع زيادة الضغط على العظم؛ وبالتالي فإن الأشخاص الذين يرتدون أطقم كاملة للأسنان على فترة زمنية طويلة سيتعرضون لتآكل شديد للعظم أكثر من أولئك الذين لا يرتدونا، وبإمكان مرتدو الأطقم تقليل فقدان العظم من خلال الحصول على بعض جذور الأسنان على شكل دواعم فوق الأطقم، أو القيام بتركيب زرعات، لاحظ أن الصورة التمثيلية تظهر تغير شديد للغاية وأنه قد يأخذ عدة سنوات من ارتداء الطقم ليحدث.
في حين أن تآكل الحرف قد يغير شكل الأحراف الأخرى إلى أشكالا يصعب التنبؤ بها، مثل شكل بصلي مع «إبطات» أو حتى أحراف، حادة، ورفيعة تشبه السكين، معتمدة في ذلك على العديد من العوامل المؤثرة بالتآكل.
إن فقدان العظم مع فقدان الأسنان، واللجوء إلى الأطقم السنية الكاملة والجزئية هي عملية متقدمة وبحسب قانون وولف، فإن العظم يحفز، ويقوى ويتجدد باستمرار من خلال الارتباط المباشر مع سن أو زرعة سنية، والذين يساعدان على التحفيز المباشر مما يطور عظما أقوى حولهم. وأظهرت دراسة باحثة تمت عام 1970 ل 1012 مريض من قبل jozewicz، أن مرتدي أطقم الأسنان أظهروا معدلات مرتفعة لفقدان العظم بشكل واضح. كما أظهرت دراسة أخرى لتالغران عام 1970م والتي امتدت 25 سنة أن مرتدي أطقم الأسنان استمروا بفقدان العظم على مر السنوات. حيث أن قوة العض على اللثة تُحَفِّزُ العظم فيذوب مع نقصان في الحجم والكثافة.
إن فقدان الأفراد لأسنانهم، وقيامهم بارتداء الأطقم الكاملة أو الجزئية، يقلل العظم الموجود في فكوكهم. وهذا قد يؤدي إلى قدرة متدنية في مضغ الطعام بشكل جيد، وبالتالي تدني جودة التغذية، حيث يجبرون على الامتناع عن بعض أنواع الطعام. لتجمعها تحت الطبيقة مما يمنعهم أيضا من التمتع بالأكل لذلك يجعل من اختيار بقالتهم والمطاعم التي يرتادونها معتمدا على ما يستطيعون أكله. حيث أشارت العديد من التقارير إلى وجود ربط بين نوعية الطعام وطول حياة الأفراد، وقدرتهم على المضغ، بالإضافة إلى انعدام الأمن الاجتماعي، والتقليل من المظهر الجمالي بسبب الانهيار في الثلث الأخير من الوجه.
وهناك دراسات عن زرعات الأسنان من سنة 1977م من قبل برانمارك والعديد غيره أظهرت أن هذه الزرعات توقف خسارة الأسنان وتثبت العظم لزمن الطويل، كما أن الأسنان المزروعة تقدم استبدال للأسنان مستقر وفعال، ويعطي شعور طبيعي في الفم، وقدرة أفضل على المضغ براحة، وحس أفضل بالحياة لأولئك الذين فقدوا العديد من أسنانهم، وفي طب الأسنان أصبحت هذه الزرعات هي الاستبدال المعياري للأسنان.

## فاعلية المضغ
فسيولوجيا، تساعد الإنسان على مضغ الطعام بشكل عميق، من خلال زيادة مساحة السطح اللازمة للـإنزيمات في اللعاب، كما في المعدة والأمعاء، لهضم الطعام، حيث تقطعه إلى بلعات صغيرة يمكن بلعها بسهولة أكبر من القطع العشوائية كبيرة الحجم. حتى بالنسبة لعديمي الأسنان بشكل جزئي، يمكن أن يصبح صعب للغاية مضغ الطعام بفاعلية والبلع بارتياح، مع أن هذا يعتمد بشكل كلي على نوع الأسنان التي فُقِدَت؛ لأنه عندما يفقد الفرد أسنانه الخلفية يصبح المضغ صعبا، إذ إنهم يحتاجون إلى تقطيع طعامهم إلى قطع صغيرة للغاية والتعلم كيفية استغلال أسنانهم الأمامية في المضغ. وإذا كانت كمية الأسنان الخلفية المفقودة كبيرة، فلن يؤثر فقط على قدرتهم على المضغ، ولكن سيؤثر أيضا على الإطباق؛ حيث تساعد الأسنان الخلفية بـالإطباق المحصن المشترك على حماية الأسنان الأمامية والمسافة العمودية للإطباق، وإذا فقدت تبدأ الأسنان الأمامية بتحمل كمية أكبر من القوة التي شكلت لأجلها.إذن، فقدان الأسنان الخلفية، سيؤدي إلى تحطيم الأسنان الأمامية، وهذا يمكن تجنبه عن طريق تركيب البدلات السنية، مثل الأطقم الجزئية المتحركة، أوالجسور، أو التيجان المدعومة بـزرعات.
بالإضافة إلى استعادة الإطباق، كما أن هذه البدلات السنية تستطيع أن تحسن قدرة الفرد على المضغ بشكل هائل.
ونتيجة لنقص معين في التغذية بسبب تغير في العادات الغذائية، تطرأ مشكلات صحية مختلفة معتدلة إلى متطرفة. كما أن النقص في بعض الفيتامينات المعينة (A، E and C)، ومستويات منخفضة من الرايبوفلافين والثيامينقد يسبب العديد من المشاكل، تتراوح بين الإمساك، وفقدان الوزن، والتهاب المفاصل، والروماتيزم. هنالك أيضا مشاكل أكثر خطورة مثل مشاكل في القلب، ومرض باركنسون، وحتى مشاكل متطرفة كبعض أنواع السرطان.
إن العلاج يشمل تغيير العادات الغذائية مثل تقطيع الطعام مقدما لتسهيل عملية الأكل، بالإضافة للمنتجات الصحية للمستهلكين مثل الفيتامينات المتعددة، والمعادن المتعددة المصممة خصيصا لدعم الأوضاع الغذائية التي يعاني منها مرتدي الأطقم السنية. وقامت دراسات عديدة بربط انعدام الأسنان بالعديد من الأمراض والحالات الصحية، ففي دراسة هاماشا وغيره وجدوا اختلافات مهمة بين المسننين وعديمي الأسنان من حيث معدلات أمراض التصلب العصيدي الوعائية، والفشل القلبي، والداء القلبي الإفقاري، وأمراض في المفاصل.

## السبب
إن المسببات لانعدام الأسنان، يمكن أن تكون متعددة الأوجه. ومما يساعد في حدوثه أيضا قلع أسنان غير مستعادة أو غير مناسبة من قبل الطبيب، وتعتبر أمراض الأربطة المحيطة بالأسنان في الدول المتطورة هي السبب المسيطر في انعدام الأسنان. وقد تبقى الأسنان خالية من التسوس كليا لكن العظم المحيط والذي يقدم الدعم للأسنان قد يتآكل ويختفي، مما يسبب حركة في الأسنان وفي النهاية يؤدي إلى فقدان الأسنان.
في الصورة إلى اليمين، السن #21 (الضاحك الأول الأسفل الأيسر، إلى يمين #22، الناب الأسفل الأيسر) يتعرض إلى 50% من خسارة في العظم، مسببا عيب أفقي قاص وعيب عامودي أنسي.كذلك السن #22 يتعرض تقديريا إلى 30% من خسارة في العظم.

## التصنيف السريري
تصنيف كينيدي الذي يقدر انعدام الأسنان الجزئي. وهناك أيضا مخطط له في مقالة الأطقم السنية الجزئية المتحركة.

## علم الأوبئة

عدد السنوات المفقودة من الحياة الصحية بسبب انعدام الأسنان لكل 100.000 مواطن لعام 2004
no data
less than 30
30–35
35–40
40–45
45–50
50–60
60–65
65–70
70–75
75–80
80–85
more than 85

انعدام الأسنان يؤثر على حوالي 158 مليون شخص في العالم وذلك عن عام 2010(2.3 من السكان). إذ إنه شائع أكثر لدى الإناث بمعدل 2.7% مقارنة بالذكور الذين بلغ معدلهم 1.9%. إذ يحدث انعدام الأسنان غالبا للناس الذين هم من الطرف الأدنى من السلم الاجتماعي الاقتصادي.

## المجتمع والثقافة
وتشير التقديرات إلى أن فقدان الأسنان تسببب خسائر في الإنتاجية في جميع أنحاء العالم بحجم حوالي 63 مليار $ سنويا.